# 徐乾清
徐乾清（1925年12月16日—2010年1月9日），男，陕西城固人，中国防洪工程与水利规划专家。

## 生平
1949年5月毕业于上海交通大学。1999年当选为中国工程院院士。